# Adriano Cecioni
Adriano Cecioni (* 26. Juli 1836 in Florenz; † 23. Mai 1886 ebenda) war ein italienischer Maler, Bildhauer und Karikaturist des Realismus.

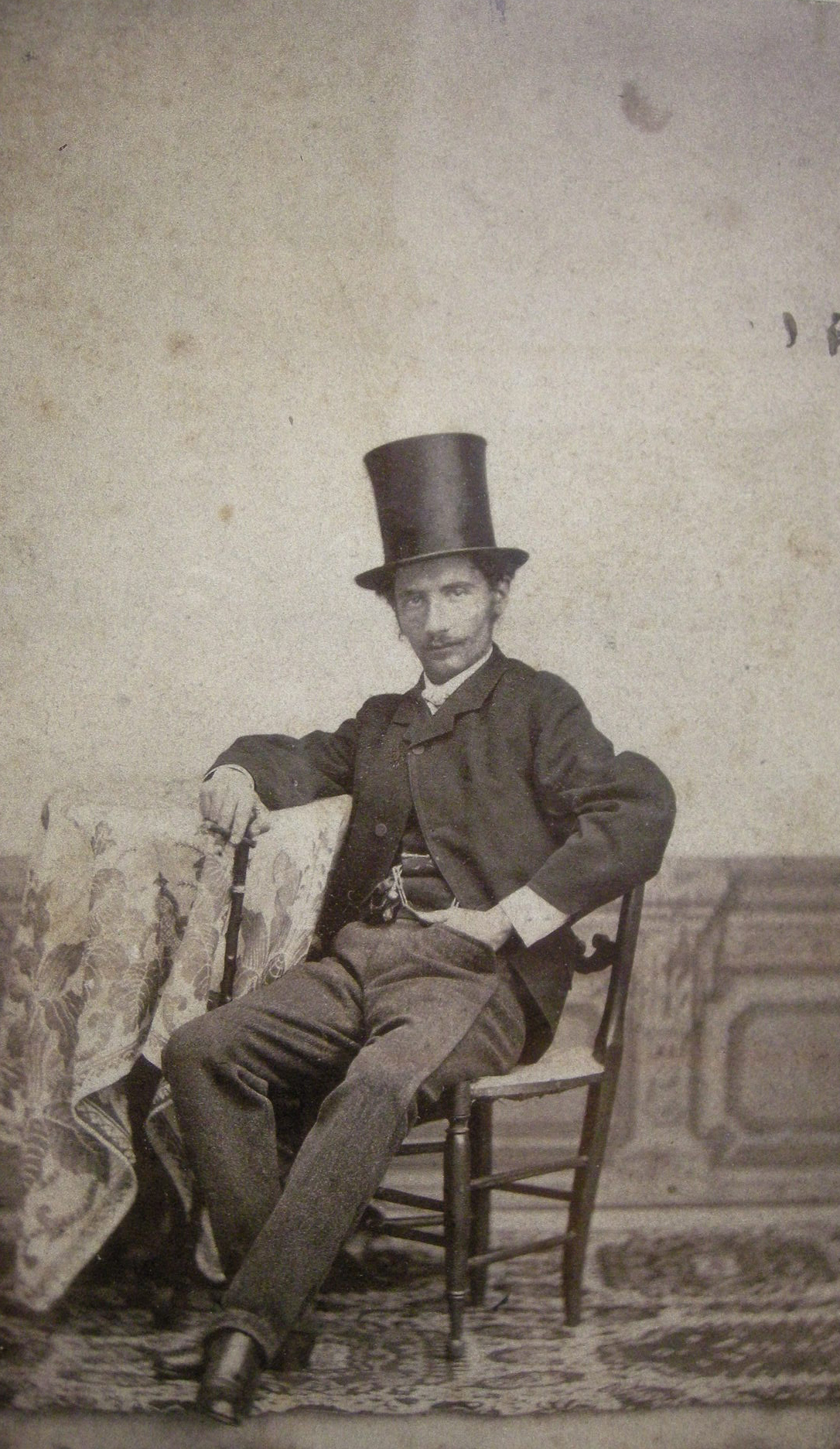
Adriano Cecioni

## Leben
Cecioni studierte ab 1859 an der Akademie in Florenz bei dem Bildhauer Aristodemo Costoli. Im selben Jahr schloss er sich den 2. Unabhängigkeitskämpfen von Giuseppe Garibaldi an, wie auch Telemaco Signorini. In Florenz war er mit der Gruppe der Macchiaioli verbunden, die gegen die akademische Malerei opponierten und realistisch malten, vor allem im Freien. Sein Entwurf für eine Statue von Karl Albert von Savoyen gewann 1860 in Florenz einen Preis, wurde aber von Mitgliedern der Akademie abgelehnt und er erhielt so keinen Auftrag. 1863 war er an der Gründung einer ähnlich den Macchiaioli realistisch orientierten Malerschule in Neapel beteiligt, der Schule von Resina, der unter anderem Giuseppe de Nittis angehörte. Dort entstand seine Skulptur Der Selbstmord; die er 1867 in Florenz ausstellte und die Aufmerksamkeit erregte. Angeregt wurde er von den bei Ausgrabungen bei Neapel gefundenen natürlichen Skulpturen von Opfern des Vesuvausbruchs 79 nach Christus. Die Stilrichtung charakterisierte er später in diesem Sinne als Überraschung nach der Natur (sorpresa alla natura) - Skulpturen als fast zufällige Momentaufnahmen. Ab 1867 nach Florenz zurückgekehrt schloss er sich endgültig der Bewegung der Macchiaioli an, war deren Theoretiker und erster Historiker. 1868 hatte er großen Erfolg mit seiner Skulptur Kind mit Hahn (Bambino col gallo) in Paris.
1870/71 und 1873 war er in Paris (während des Deutsch-Französischen Krieges) und dazwischen 1871/72 besuchte er London und zeichnete Karikaturen für die Zeitschrift Vanity Fair. Als Maler wandte er sich nach der Rückkehr nach Italien häuslichen, familiären Genreszenen zu. 1884 wurde er Zeichenlehrer am  Istituto di Magistero Femminile. Er starb an einem Herzanfall.

## Schriften
- Scritti e Ricordi, 1905 (Kunstkritiken)

## Galerie

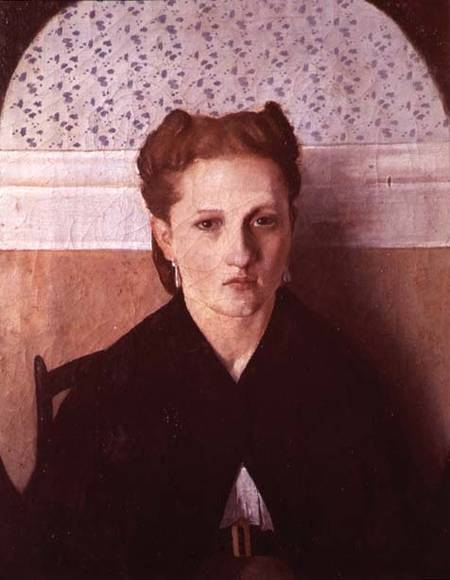
Porträt seiner Ehefrau, 1860er Jahre
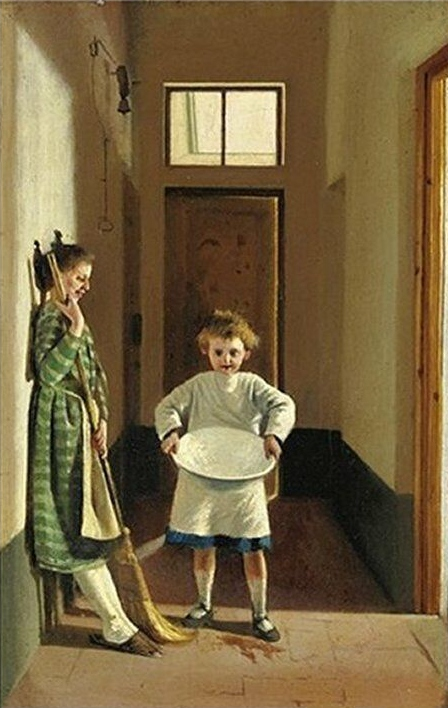
Hausarbeit, 1869
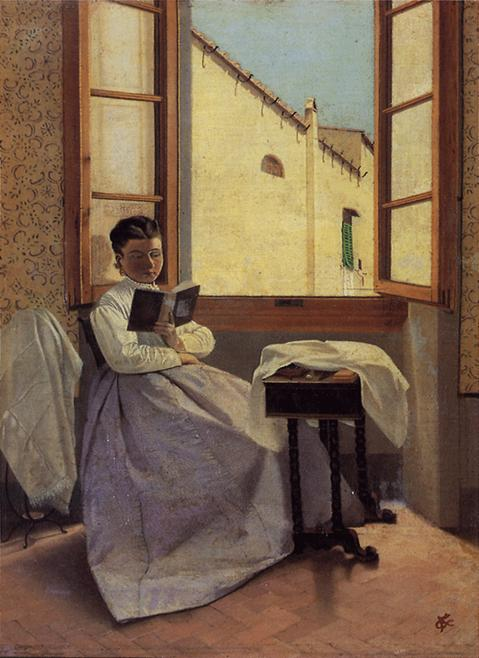
Tante Erminia, 1867 bis 1870
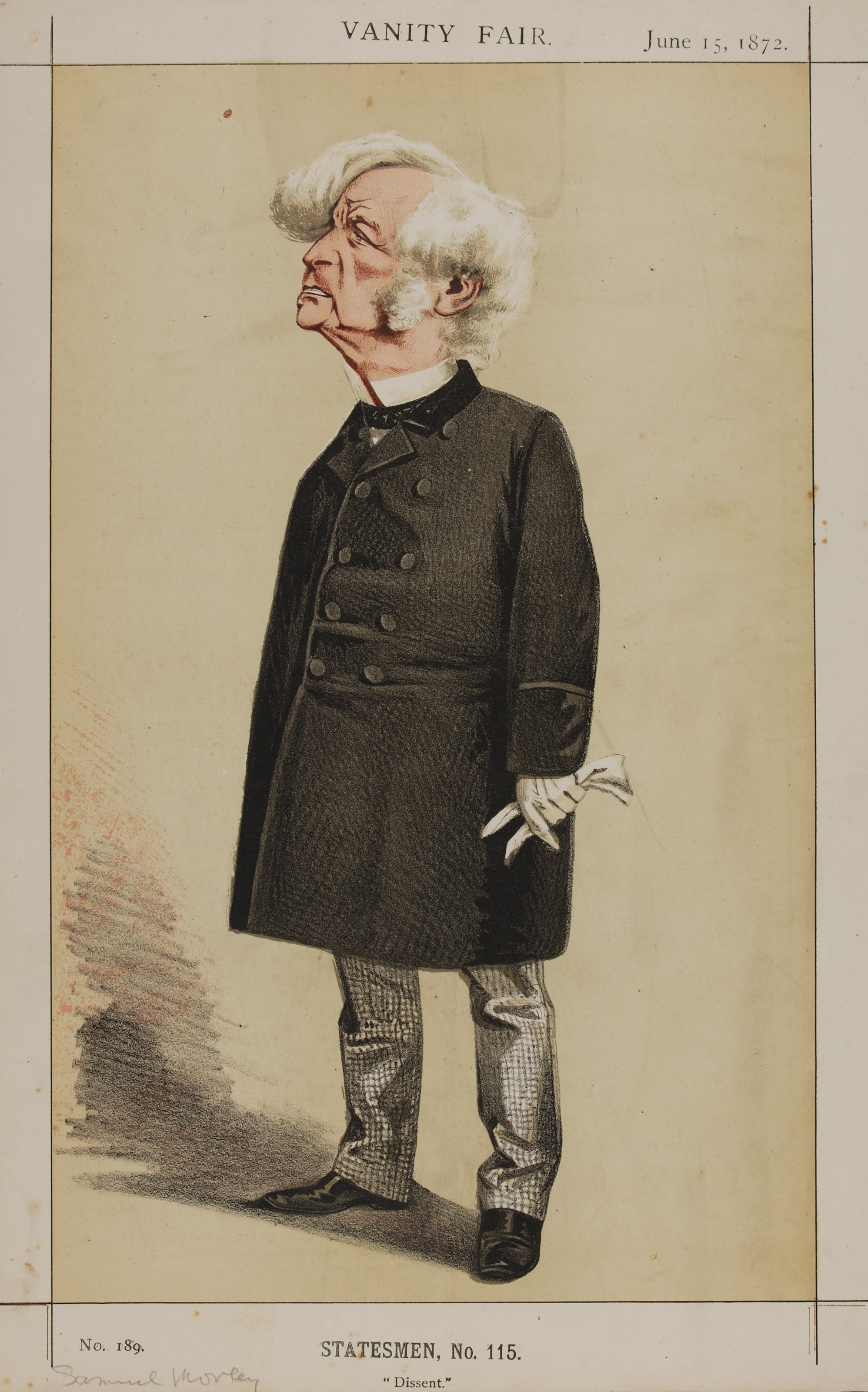
Samuel Morley, Illustration aus dem Magazin Vanity Fair
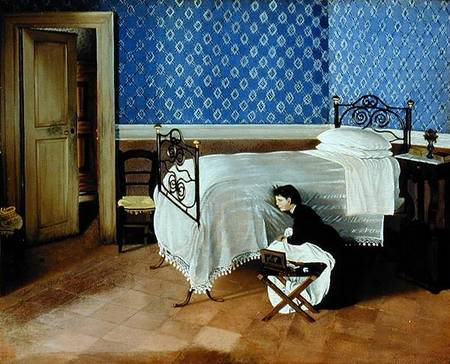
Hausinneres mit Person, 1868
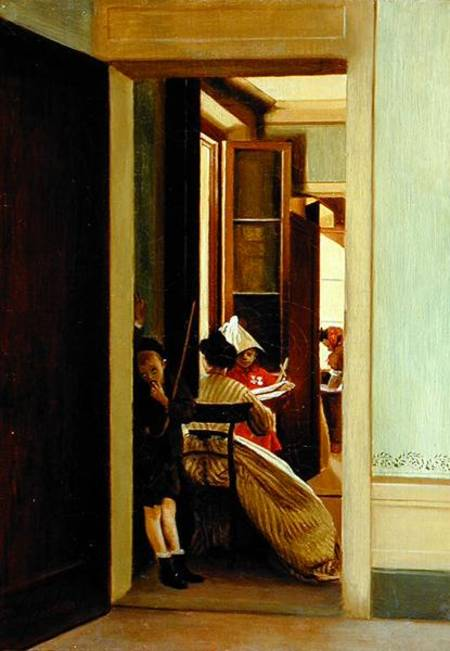
Das unterbrochene Spiel, 1863–1867
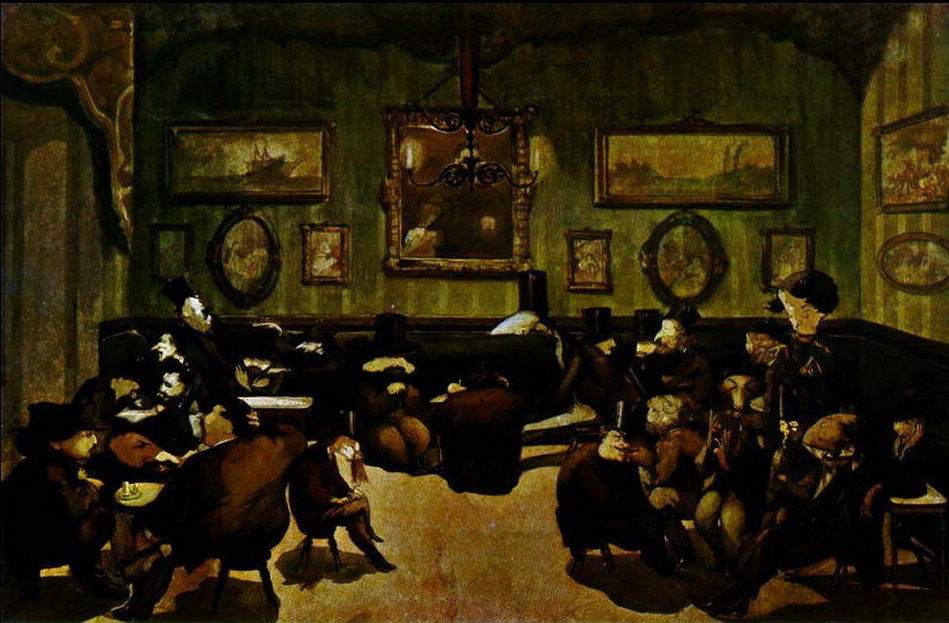
Caffè Michelangiolo in Florenz 1861
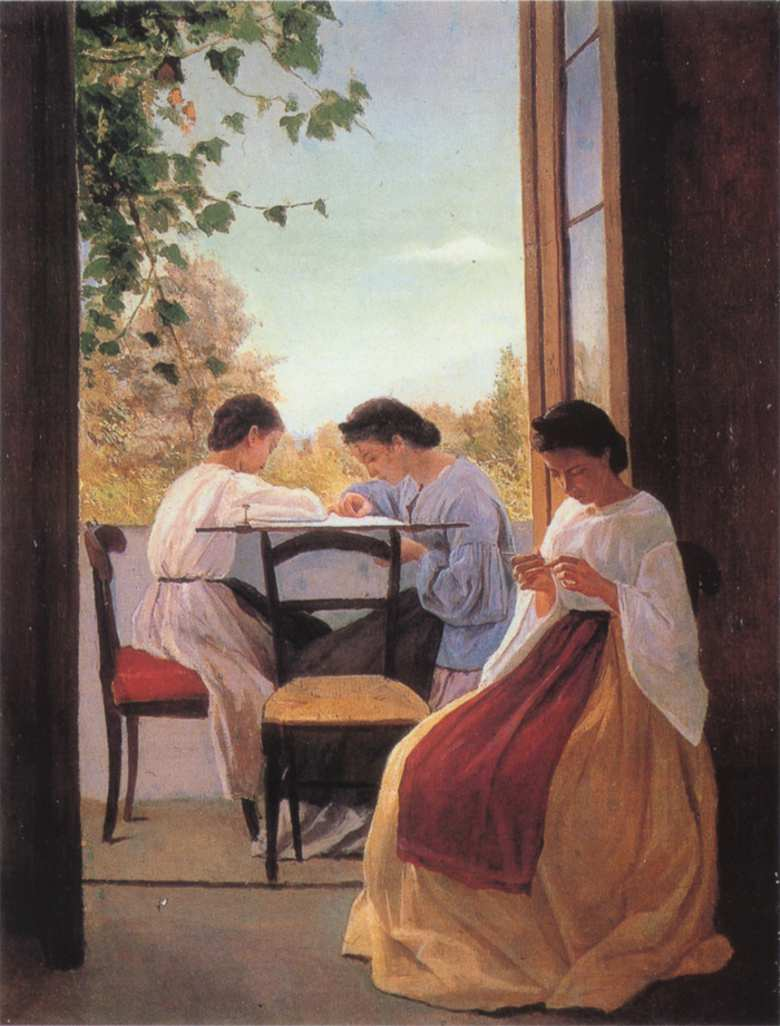
Die Stickerinnen, 1866
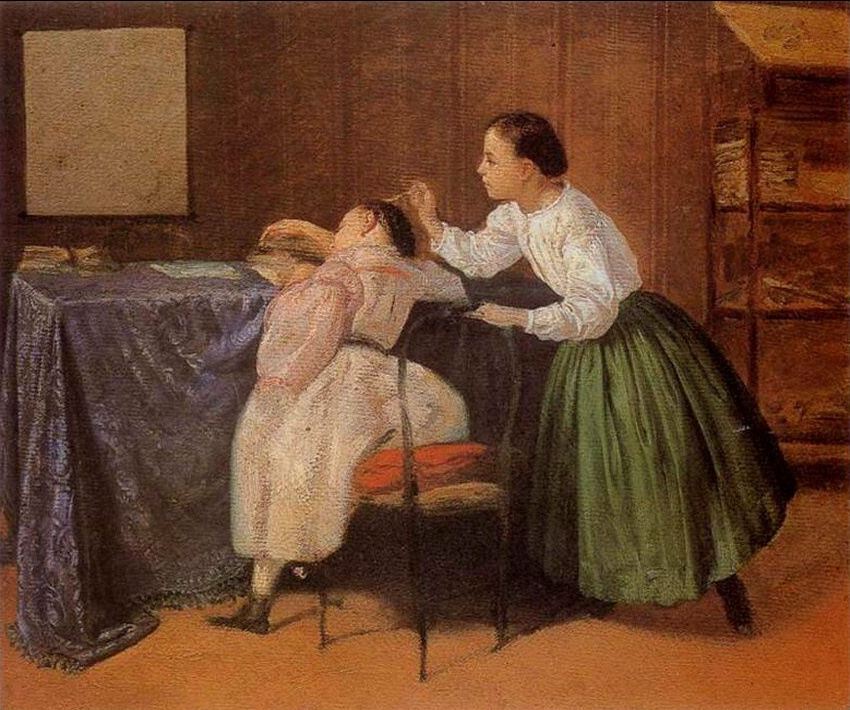
Antippen, 1865
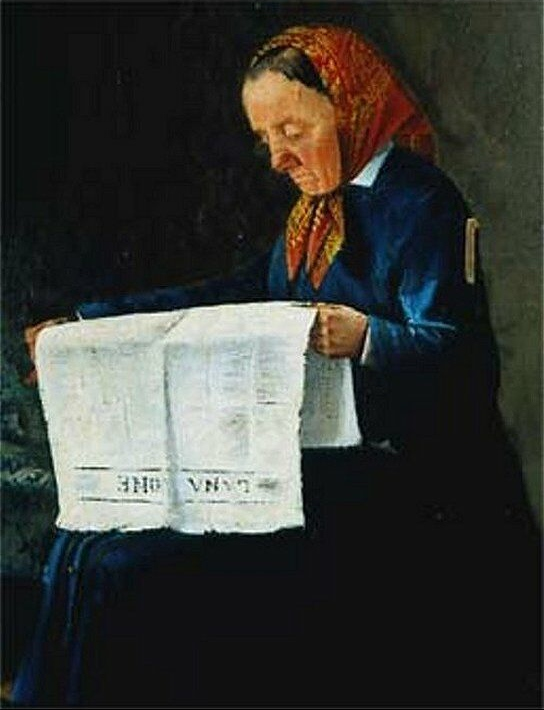
Zeitungslektüre